# Székely Zoltán (régész)
Székely Zoltán (Dés, 1912. november 18. – Sepsiszentgyörgy, 2000. szeptember 1.) romániai magyar történész, régész, muzeológus a Székely Nemzeti Múzeum igazgatója. Fia, Székely Zsolt szintén régész.

## Életpályája
A rétyi Székely család leszármazottjaként született. A sepsiszentgyörgyi Székely Mikó Kollégiumban érettségizett 1930-ban. Egyetemi tanulmányait a Kolozsvári Tudományegyetemen végezve latin-görög és történelem szakon diplomázott. Doktori értekezését 1943-ban a komollói római táborról írta.
Pályafutását Zilahon kezdte, majd 1944-től a Székely Mikó Kollégium tanára. Ugyanattól az évtől 42 éven át, az 1990-es nyugdíjazásáig a sepsiszentgyörgyi Székely Nemzeti Múzeum igazgatója volt. Ebben a minőségében sokat tett a múzeum kincseinek megőrzéséért és gyarapításáért.
Régészeti munkássága elsősorban az erdélyi településeknek az őskortól a középkorig terjedő időszakának kutatására irányult.
A Kolozsvárott 1973-ban publikált Kora középkori temetők Délkelet-Erdélyben című régészeti beszámolóját bezúzták. A zabolai és petőfalvi kutatási eredményeit csak a rendszerváltás után tudta közzétenni a Veszprémi Múzeum közleményeiben. Ezután még számos tudományos közleménye jelent meg.

## Munkái
- A komollói erődített római tábor (Kolozsvár, 1943);
- Adatok a Székelyföld népvándorlás-korához (Sepsiszentgyörgy 1945);
- Bronzkori telep Alsócsernátonban (Erdélyi Múzeum 1946/1);
- Jegyzetek Dácia történetéhez (Sepsiszentgyörgy 1946);
- Aşezări din prima vîrstă a fierului în sud-estul Transilvaniei (Brassó 1966); *Korai középkori temetők Délkelet-Erdélyben (in: Korunk Évkönyv 1973);
- Kora középkori települések a Székelyföldön (XI–XIV. század) (in: Veszprémi Történeti Tár 1990);
- Az oltszemi (Olteni) római tábor (Háromszék-Kovászna megye). 1987–1988. évi ásatások (in: Communicationes Archaeologiae Hungariae. Budapest, 1993);
- A zabolai (Zăbala, Románia) kora középkori temető (in: A Veszprém Megyei Múzeumok Közleményei 19–20. 1993–94);
- Két székely lófő levél (XVI–XVII. sz.) és egy nemesítési levél hátlapjára írt feljegyzéssel kapcsolatos megjegyzések (Turul 1995/1–2);
- Adatok Kovászna (Háromszék) megye római és népvándorlás korához (Acta 1996); *Az árkosi éremlelet (Acta 1997/1);
- Mikor és kiktől foglalták el a honfoglaló magyarok a Székelyföldet? (Turán 1999/2);
- Árpád-kori nyílhegyek Kovászna megyében (Acta 2000/1);
- A petőfalvi (Székelypetőfalva/Peteni, Románia) korai középkori temető (Tisicum, Szolnok 2001);
- Kora középkori temetők Délkelet-Erdélyben (in: Évek az ezerszázból. Kortárs erdélyi történészek. Stockholm, 2002)
- Székely Zoltán válogatott tanulmányai; szerk. Székely Zsolt, Tárnoki Judit; Damjanich Múzeum, Szolnok, 2003 (Szolnok megyei múzeumi adattár)
- Emlékeim. Székely Zoltán önéletleírása és szakmai levelezése; sajtó alá rend., szerk., előszó Székely Zsolt; Státus, Csíkszereda, 2020
- Válogatott művei a Jász-Nagykun-Szolnok Megyei Múzeumok Igazgatóságának kiadásában jelentek meg.

## Díjak, elismerések
Múzeumigazgatói és közéleti munkásságát Sepsiszentgyörgy városa 1998-ban Pro Urbe-díjjal és díszpolgárrá avatásával ismerte el.